# Pavel Telička
Pavel Telička (Washington, 21 agosto 1965) è un politico ceco.
In precedenza è stato Commissario europeo per la salute e la protezione dei consumatori da maggio 2004 a novembre 2004. È stato membro di ANO 2011, parte dell'Alleanza dei Liberali e dei Democratici per l'Europa, fino al 2017, quando ha lasciato il partito a causa di disaccordi con il leader Andrej Babiš.
Dal gennaio 2017 al 2019 è stato vicepresidente del Parlamento europeo.

## Biografia
Telička è nato a Washington nel 1965, figlio di un diplomatico comunista. Da giovane fu membro del Partito Comunista Cecoslovacco. Nel 1986 si è laureato presso la Facoltà di Giurisprudenza dell'Università Carolina di Praga, e successivamente ha iniziato a lavorare presso il Ministero degli Affari Esteri. Negli anni successivi ha ricoperto diversi incarichi nel Ministero, tra cui quello di Vice Ministro degli Affari Esteri, e nella Missione Ceca presso l'Unione Europea a Bruxelles. Dal 1998 ha ricoperto il ruolo di capo negoziatore per l'adesione della Repubblica Ceca all'Unione Europea.
Nel febbraio 2004, il governo ceco ha nominato Miloš Kužvart, l'ex ministro ceco dell'Ambiente, come commissario dell'UE. Kužvart, tuttavia, si è dimesso dopo la sua prima visita come candidato a Bruxelles e Telička è stato arruolato per sostituirlo.
Quando la Repubblica Ceca è entrata nell'UE il 1 maggio 2004, Telička è diventato commissario nella Commissione Prodi, condividendo la delega di Salute e protezione dei consumatori con David Byrne. Ha ricoperto questo incarico solo fino al novembre 2004 e non ha successivamente continuato nella Commissione Barroso a causa di una crisi del governo ceco nell'estate 2004. Al suo posto è stato eletto come commissario della Repubblica Ceca Vladimír Špidla, l'ex Primo Ministro dimessosi durante la crisi.
Nel dicembre 2004, Telička ha co-fondato la BXL Consulting, con uffici a Praga e Bruxelles, fornendo consulenza negli affari dell'UE. Dal 2014 l'azienda non è più attiva. Nel 2013 ha sostenuto ANO 2011, guidato da Andrej Babiš, alle elezioni del parlamento ceco; è stato candidato del partito alle elezioni del Parlamento europeo del 2014. Dalla sua elezione nel luglio 2014, è stato vicepresidente dell'Alleanza dei Liberali e dei Democratici per l'Europa fino alle elezioni del Parlamento europeo del 2019. Nel giugno 2019 è stato eletto primo leader del partito HLAS.
È stato anche eletto presidente della Czech Rugby Union nel novembre 2009.